# Јан Звара
Јан Звара (слч. Ján Zvara; Банска Бистрица, 12. фебруар 1963) био је чехословачки атлетичар, који се такмичио у скоку увис.
Његов највећи успех је бронзана медаља на Светском првенству у дворани 1987. године.

## Значајнији резултати
| Година | Такмичење                    | Место              | Пласман | Резултат (м) | белешка |
| ------ | ---------------------------- | ------------------ | ------- | ------------ | ------- |
| 1985.  | Светске игре у дворани       | Париз, Француска   | 6.      | 2,21         |         |
| 1985.  | Европско првенство           | Пиреј, Грчка       | =7.     | 2,24         |         |
| 1986.  | Европско првенство у дворани | Мадрид, Шпанија    | 8.      | 2,24         |         |
| 1987.  | Светско првенство у дворани  | Индијанаполис, САД |         | 2,34         |         |
| 1987.  | Европско првенство у дворани | Лијевен, Француска | 4       | 2,24         |         |
| 1987.  | Светско првенство            | Рим, Италија       | 7.      | 2,32         |         |

## Лични рекорди
| Дисциплина | Дисциплина   | Резултат | Место            | Датум             |
| ---------- | ------------ | -------- | ---------------- | ----------------- |
| Скок увис  | На отвореном | 2,36 м   | Праг             | 23. август 1987.  |
| Скок увис  | У дворани    | 2,36 м   | Јаблонец на Ниси | 14. фебруар 1987. |